# Đức Thạnh
Đức Thạnh là một xã thuộc huyện Mộ Đức, tỉnh Quảng Ngãi, Việt Nam.

## Hành chính
Xã Đức Thạnh được chia thành 4 thôn: Phước Thịnh, Lương Nông Bắc, Lương Nông Nam, Đôn Lương (xưa là làng Thi Phổ Nhì).

## Kinh tế
Nền kinh tế của xã chủ yếu là nông nghiệp, có một làng nghề mạch nha nổi tiếng là làng Mạch nha Thi Phổ.

## Di tích
Xã Đức Thạnh có khu di tích lịch sử của một thời kháng chiến chống thực dân Pháp và đế quốc Mỹ là khu di tích Rừng Nà, hiện đang bảo nhiều loài động thực vật như: đa (cây cổ thụ đặc trưng của khu rừng), mần giè, trâm, gáo nước... Động vật có nhiều loại trăn, rắn, bìm bịp, chồn, chim chóc...

## Danh nhân
Thượng tướng Trần Nam Trung (1912–2009) - Nguyên Chủ nhiệm Uỷ ban Thanh tra Chính phủ, Nguyên Bộ trưởng Bộ Quốc phòng Chính phủ Cách mạng lâm thời Cộng hòa Miền Nam Việt Nam (1969–1976)